# Basquetebol nos Jogos Pan-Americanos de 2023
Os torneios de basquetebol nos Jogos Pan-Americanos de 2023 em Santiago, Chile, foram realizados de 22 de outubro a 4 de novembro de 2023 no Poliesportivo 1 (5x5) e no Estádio Español (3x3) A sede do basquete 5x5 é localizada no cluster do Estádio Nacional e do 3x3 em Las Condes. Um total de oito equipes masculinas e oito femininas disputaram os torneios 5x5, enquanto 12 equipes por gênero disputaram dos torneios 3x3, dobrando o tamanho da competição em relação a 2019.

## Qualificação
As competições de basquetebol 5x5 tiveram um total por gênero de 192 atletas, em 8 equipes, constituídas por 12 atletas. Por sua vez, o basquetebol 3x3, teve um total de 96 atletas, em 12 equipes, constituídas por 10 atletas. Em ambos os casos, a quantidade de atletas foi numericamente dividida igualmente entre ambos os gêneros.
No basquetebol 5x5, uma vaga de equipe foi garantida ao país anfitrião, Chile. O restante das sete equipes do masculino foi qualificada pelos resultados da Copa América de 2022; já no feminino foi pela Copa América de 2023.
Por sua vez, no basquetebol 3x3, novamente, uma vaga de equipe foi garantida ao país anfitrião, outra pelo resultado dos Jogos Pan-Americanos Júnior de 2021 e o restante pela AmeriCup de basquete 3x3, em ambos os gêneros.
5x5 masculino
| Evento               | Datas                    | Local  | Vagas | Classificados |
| -------------------- | ------------------------ | ------ | ----- | --- |
| País-sede            | —                        | —      | 1     | Chile |
| Copa América de 2022 | 2–11 de setembro de 2022 | Recife | 7     | Argentina · Brasil · Canadá* · Estados Unidos* · México · Panamá · República Dominicana · Porto Rico · Venezuela |
| Total                |                          |        | 8     | |

5x5 feminino
| Evento               | Datas                | Local | Vagas | Classificados                                                                                      |
| -------------------- | -------------------- | ----- | ----- | -------------------------------------------------------------------------------------------------- |
| País-sede            | —                    | —     | 1     | Chile                                                                                              |
| Copa América de 2023 | 1–9 de julho de 2023 | León  | 7     | Brasil · Estados Unidos* · Canadá* · Porto Rico · Colômbia · Venezuela · Argentina · México · Cuba |
| Total                |                      |       | 8     | |

* As equipes dos Estados Unidos e Canadá optaram por não participar do basquete 5x5 em ambos os gêneros.
3x3 masculino
| Evento                              | Datas                     | Local | Vagas | Classificados                                                           |
| ----------------------------------- | ------------------------- | ----- | ----- | ----------------------------------------------------------------------- |
| País-sede                           | —                         | —     | 1     | Chile                                                                   |
| Jogos Pan-Americanos Júnior de 2021 | 28–30 de novembro de 2021 | Cáli  | 1     | Porto Rico                                                              |
| Copa América de 2022                | 4–6 de novembro de 2022   | Miami | 4     | Estados Unidos · Brasil · Trinidad e Tobago · República Dominicana      |
| Ranking mundial de 3x3 da FIBA      | 30 de junho de 2023       | —     | 6     | Canadá · Venezuela · Argentina · El Salvador · México · Uruguai · Haiti |
| Total                               |                           |       | 12    |                                                                         |

3x3 feminino
| Evento                              | Datas                     | Local | Vagas | Classificados                                                                     |
| ----------------------------------- | ------------------------- | ----- | ----- | --------------------------------------------------------------------------------- |
| País-sede                           | —                         | —     | 1     | Chile                                                                             |
| Jogos Pan-Americanos Júnior de 2021 | 28–30 de novembro de 2021 | Cáli  | 1     | Colômbia                                                                          |
| Copa América de 2022                | 4–6 de novembro de 2022   | Miami | 4     | Canadá · Brasil · Estados Unidos · Jamaica · México                               |
| Ranking mundial de 3x3 da FIBA      | 30 de junho de 2023       | —     | 6     | Porto Rico · Venezuela · Argentina · República Dominicana · Uruguai · El Salvador |
| Total                               |                           |       | 12    |                                                                                   |

## Nações participantes
| CON                      | Masculino | Masculino | Feminino | Feminino | Total     |
| CON                      | 5x5       | 3x3       | 5x5      | 3x3      | Jogadores |
| ------------------------ | --------- | --------- | -------- | -------- | --------- |
| ARG Argentina            | Yes       | Yes       | Yes      | Yes      | 32        |
| BRA Brasil               | Yes       | Yes       | Yes      | Yes      | 32        |
| CHI Chile                | Yes       | Yes       | Yes      | Yes      | 32        |
| COL Colômbia             |           |           | Yes      | Yes      | 16        |
| CUB Cuba                 |           |           | Yes      |          | 12        |
| ESA El Salvador          |           | Yes       |          | Yes      | 8         |
| USA Estados Unidos       |           | Yes       |          | Yes      | 8         |
| HAI Haiti                |           | Yes       |          |          | 4         |
| JAM Jamaica              |           |           |          | Yes      | 4         |
| MEX México               | Yes       | Yes       | Yes      | Yes      | 32        |
| PAN Panamá               | Yes       |           |          |          | 12        |
| PUR Porto Rico           | Yes       | Yes       | Yes      | Yes      | 32        |
| DOM República Dominicana | Yes       | Yes       |          | Yes      | 20        |
| TTO Trinidad e Tobago    |           | Yes       |          |          | 4         |
| URU Uruguai              |           | Yes       |          | Yes      | 8         |
| VEN Venezuela            | Yes       | Yes       | Yes      | Yes      | 32        |
| Total: 16 CONs           | 8         | 12        | 8        | 12       | 288       |

## Medalhistas
| Masculino detalhes     | Santiago Scala Pedro Barral Franco Baralle Bautista Lugarini Javier Saiz Agustín Pérez Juan Bocca Lucas Giovannetti Fabián Ramírez Barrios Martín Cuello Tayavek Gallizzi Kevin Hernández ARG Argentina    | Edwind Mijares Kender Urbina Garly Sojo Elian Centeno José Ascanio Miguel Ruiz Windi Graterol Yohanner Sifontes Franger Pirela Edgar Martínez Néstor Colmenares Enrique Medina VEN Venezuela | Guilherme Pereira Scott Machado Felipe Sandoval Elio Corazza Neto Didi Louzada Danilo Fuzaro Lucas Dias Márcio Henrique Santos Wesley Castro Gabriel Galvanini Reynan dos Santos Maique Oliveira BRA Brasil    |  |  |  |
| Feminino detalhes      | Maria Lopes Gabriella Darrigo Vanessa Fausto Emanuely de Oliveira Aline Cezário Érika de Souza Licinara Rodrigues Leila Zabani Carina dos Santos Débora Fernandes Mariana Moura Ana de Oliveira BRA Brasil | Meredith Venner Yuliany Paz Mayra Caicedo Carolina López Manuela Ríos Mabel Martínez Yanet Arias Jenifer Muñoz Isabel Rodríguez Marlyn Vente Tania Valencia María Delgado COL Colômbia       | Valeria Fernández Malvina D'Agostino Agustina García María Jourdheuil Carla Miculka Candela Gentinetta Agustina Marín Delfina Saravia Camila Suárez Natassja Kolff Victoria Gauna Magali Vílches ARG Argentina |  |  |  |
|                        | | | |  |  |  |
| 3x3 masculino detalhes | Canyon Barry Dylan Travis Jimmer Fredette Kareem Maddox USA Estados Unidos | Daniel Arcos Carlos Lauler Kevin Rubio Diego Silva CHI Chile | Ahkeem Boyd Ahkeel Boyd Moriba De Freitas Chike Augustine TTO Trinidad e Tobago |  |  |  |
| 3x3 feminino detalhes  | Azurá Stevens Blake Dietrick Cierra Burdick Lexie Hull USA Estados Unidos | Valentina López Jenifer Muñoz Wendy Coy Carolina López COL Colômbia | Ziomara Morrison Fernanda Ovalle Jovanka Ljubetic Javiera Novión CHI Chile |  |  |  |

## Quadro de medalhas
| Ordem | País                  | Medalha de ouro | Medalha de prata | Medalha de bronze |    |
| ----- | --------------------- | --------------- | ---------------- | ----------------- | -- |
| 1     | USA Estados Unidos    | 2               |                  |                   | 2  |
| 2     | ARG Argentina         | 1               |                  | 1                 | 2  |
|       | BRA Brasil            | 1               |                  | 1                 | 2  |
| 4     | COL Colômbia          |                 | 2                |                   | 2  |
| 5     | CHI Chile             |                 | 1                | 1                 | 2  |
| 6     | VEN Venezuela         |                 | 1                |                   | 1  |
| 7     | TTO Trinidad e Tobago |                 |                  | 1                 | 1  |
| TOTAL | TOTAL                 | 4               | 4                | 4                 | 12 |